# Плотинна (селище)
Плоти́нна (рос. Плотинная) — селище у складі Каменського району Алтайського краю, Росія. Входить до складу Каменського міського поселення.

## Населення
Населення — 760 осіб (2010; 875 у 2002).
Національний склад (станом на 2002 рік):
- росіяни — 95 %